# Muscolo costrittore faringeo superiore
Nell'anatomia umana il  muscolo costrittore faringeo superiore, fa parte dei muscoli della faringe.

## Anatomia
Il muscolo, che è costituito da diversi fasci, si ritrova sopra il muscolo glossofaringeo, accanto al rafe pterigo-mandibolare, sotto la cresta del Passavant.
Origina con diversi fasci dalla faccia interna e dal margine dorsale della lamina pterigoidea mediale (dell'osso sfenoide), dal rafe pterigomandibolare, dall'estremità posteriore della linea miloioidea della mandibola che si vanno a riunire nella parte di mezzo della faccia posteriore della faringe, dove si trova un rafe fibroso mediano.

## Funzioni
La sua funzione è quella di "costrittore" della faringe, insieme alle altre due parti: medio e inferiore. Inoltre eleva la parete posteriore della faringe.